# 尚干镇
尚幹镇（平話字：siông-gáng déng，郵政式拼音：Shangkan），古稱上虞，是中国福建省福州市闽侯县下辖的一个镇，地處閩侯縣東南部，東、西、北接祥謙鎮，南臨青口鎮。其地名來源於鎮林姓始祖林津龍之官名戶部尚書幹辦。

## 行政区划
尚干镇共辖2个居委会、11个行政村，分别是：
尚干社区、浦里社区、东升村、过浦村、洋中村、后村、乌门村、亭上村、红新村、龙醒村、后福村、后浦村和后厝村。